# Yoshio Nakahashi
Yoshio Nakahashi (Japans: 中橋 愛生, Nakahashi Yoshio) Nagasaki, 19 juni 1978) is een Japans componist, muziekpedagoog, dirigent en trombonist.

## Levensloop
Nakahashi leerde in het harmonieorkest van de "Ureshino Town Ureshino Junior High School", "Takeo Municipal Takeo Junior High School" en "Saga Prefectural Takeo Senior High School" trombone, contrabas en slagwerk te bespelen. Vanaf 1997 studeerde hij compositie en orkestdirectie aan het Tokyo College of Music (東京音楽大学, Tōkyō Ongaku Daigaku), in Ikebukuro, Tokio, waar hij in 2003 heeft afgestudeerd. Tot zijn docenten behoorden onder anderen Akira Nishimura, Shin’ichirō Ikebe, Mineaki Yoshida (吉田峰明), Joji Yuasa (compositie) en Yasuhiko Shiozawa (汐澤安彦) (orkestdirectie).
Tegenwoordig is hij docent aan het Tokyo College of Music. 
Als componist schreef hij werken voor orkest, harmonieorkest en kamermuziek. In 2009 en in 2010 won hij de "Shitaya Award" (下谷賞) van de Japanese Band Directors Association (日本吹奏楽指導者協会).

## Composities

### Werken voor harmonieorkest
- 1997 ... sometimes put in a light, voor harmonieorkest
- 2001 Reflections from Shaded Lights, voor harmonieorkest
- 2004 Blessed Promising Future, feestelijke ouverture voor harmonieorkest
- 2004 Concert March "Syntax Errors", voor harmonieorkest
- 2005 La Decouverte du Feu, voor eufonium solo en harmonieorkest
- 2007 Asagi no So-La (Pale Blue Sky to the Sea), symfonisch gedicht voor harmonieorkest
- 2008 Cherry trees in the Unconscious, voor harmonieorkest
- 2009 The ocean which catches nebulas, voor harmonieorkest
- Hari-Prism, Technical Minimalism voor harmonieorkest
- In the Interstice of the Danced Sky and Ocean, voor harmonieorkest
- The Canyon in Temporal Echoes — Antiphonal Overture, voor harmonieorkest

### Kamermuziek
- 2006 TOCcatA, voor eufonium en piano